# Cónclave de 1406
El cónclave de 1406, llevado a cabo durante la época del Gran Cisma de Occidente, fue convocado luego de la muerte del Papa Inocencio VII, y que eligió al cardenal Angelo Correr, quién bajo el nombre de Gregorio XII, se convirtió en el cuarto Papa de la obediencia a Roma.

## Cardenales electores
Inocencio VII murió el 6 de noviembre de 1406. En el momento de su muerte, había 18 cardenales, obedientes a Roma, en el Colegio cardenalicio. 14 de ellos participaron en la elección de su sucesor, mientras que 4 permanecieron ausentes.

### Presentes
- Angelo Acciaioli, decano del Colegio Cardenalicio, vicecanciller de la Santa Iglesia Romana, y arcipreste de la basílica de San Pedro.[2]
- Enrico Minutolo, vicedecano del Colegio Cardenalicio, camarlengo del Colegio Cardenalicio, y arcipreste de la Basílica Liberiana.[2]
- Antonio Caetani, gran penitenciario, y arcipreste de la Basílica Laterana.[2]
- Angelo d'Anna de Sommariva, O.S.B.Cam.
- Corrado Carracioli, camarlengo de la Santa Iglesia Romana.[2]
- Angelo Correr, elegido Gregorio XII.
- Giordano Orsini
- Giovanni Migliorati
- Antonio Calvi
- Landolfo Maramaldo, protodiácono.[2]
- Rinaldo Brancaccio
- Oddone Colonna
- Pietro Stefaneschi
- Jean Gilles

Todos los electores eran italianos, a excepción de Jean Gilles, que era francés. Cuatro de ellos fueron elevados por Urbano VI, dos por Bonifacio IX, y ocho por Inocencio VII.

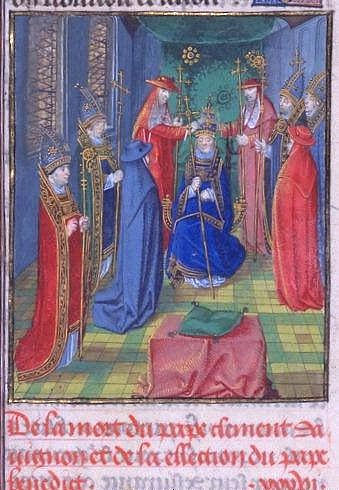
Coronación del antipapa Benedicto XIII.

### Ausentes
Cuatro cardenales, uno creado por Urbano VI, otro por Bonifacio IX y dos por Inocencio VII, no participaron en el cónclave:
- Balint Alsani, administrador de Pécs.[2]
- Francesco Uguccione, administrador de Burdeos.[2]
- Pietro de Candia, O.F.M., administrador de Milán.[2]
- Baldassare Cossa, legado papal en Romaña y Bolonia.[2]

## La elección del Papa Gregorio XII
14 cardenales presentes en Roma, entraron en el cónclave, en el Vaticano, el 18 de noviembre, doce días después de la muerte de Inocencio VII.
Inicialmente, todos los electores suscribieron una capitulación cónclave, en la que cada uno de ellos juró que, si era elegido, abdicaría si es que el antipapa Benedicto XIII hiciera lo mismo, o debería morir; también, que no se crearían nuevos cardenales, excepto, si se necesitara mantener paridad entre los miembros de Roma con los de Aviñón; y que en tres meses se iba a entrar en negociaciones con su rival sobre un lugar de reunión.
Aunque no se conocen más detalles sobre este cónclave, si se sabe sobre su resultado final. El 30 de noviembre, el cardenal Angelo Correr, propuesto por el cardenal Antonio Caetani, fue elegido por unanimidad,  a pesar de su edad muy avanzada (probablemente, cercano a los 80 años). Aceptó su elección y tomó el nombre de Gregorio XII. A pesar de que afirmó la legalidad de su pontificado, nueve años más tarde abdicaría en el Concilio de Constanza, haciendo posible la restauración de la unidad de la Iglesia católica.

## Sitios externos
- Lista de participantes del cónclave papal de 1406
- Historia Vaticana: Cónclave de 1406 (en alemán)

- Datos: Q930975